# Multivitamínico

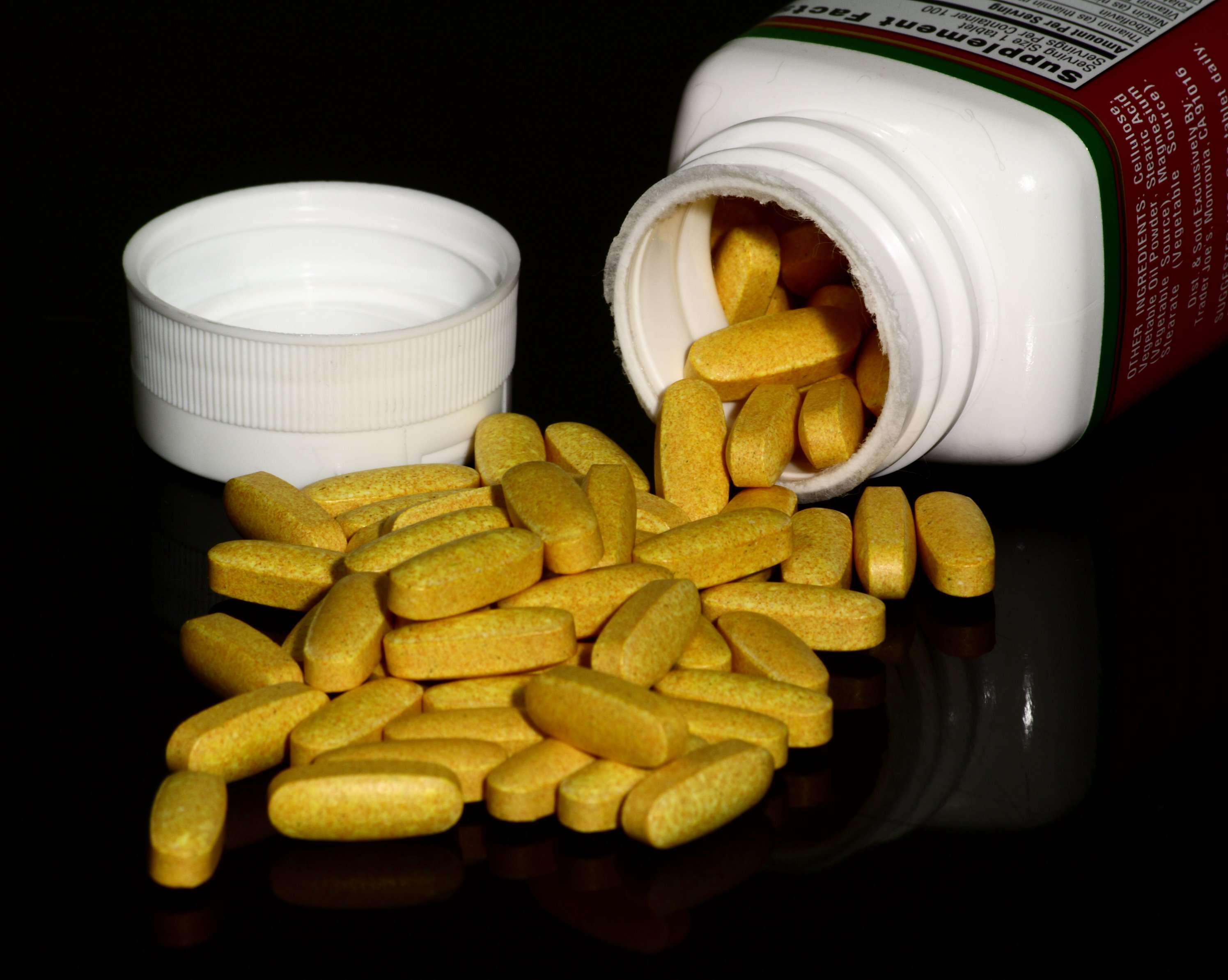
Multivitamínicos contêm vários micronutrientes, como vitaminas e minerais dietéticos.

Um multivitamínico é um suplemento dietético com vitaminas, minerais dietéticos e outros elementos nutricionais. Podem ser encontrados na forma de comprimidos, cápsulas, pastilhas, pós, líquidos ou injetáveis. Além das formulações injetáveis, que só estão disponíveis e são administradas sob supervisão médica, os multivitamínicos são reconhecidos pela Comissão do Codex Alimentarius (a autoridade das Nações Unidas em padrões alimentares) como uma categoria de produtos alimentícios.
Em pessoas saudáveis, a maioria das evidências científicas indica que os suplementos multivitamínicos não previnem o câncer, doenças cardíacas ou outras doenças, e a suplementação regular não é necessária. No entanto, grupos específicos de pessoas podem se beneficiar de suplementos multivitamínicos, por exemplo, pessoas com má nutrição ou aqueles com alto risco de degeneração macular.
Não existe uma definição científica padronizada para multivitamínico. Nos Estados Unidos, um suplemento multivitamínico/mineral é definido como um suplemento contendo três ou mais vitaminas e minerais que não incluem ervas, hormônios ou medicamentos, onde cada vitamina e mineral é incluído em uma dose abaixo do nível de ingestão diária recomendada pelo Food and Drug Board, e não apresenta risco de efeitos adversos à saúde.

## Produtos e componentes
Muitas fórmulas multivitamínicas contêm vitamina C, B1, B2, B3, B5, B6, B7, B9, B12, A, E, D2 (ou D3), K, potássio, iodo, selênio, borato, zinco, cálcio, magnésio, manganês, molibdênio, beta-caroteno e /ou ferro. Os multivitamínicos estão normalmente disponíveis em uma variedade de fórmulas com base na idade e sexo, ou (como nas vitaminas pré-natais) com base em necessidades nutricionais mais específicas; um multivitamínico para homens pode incluir menos ferro, enquanto um multivitamínico para idosos pode incluir vitamina D extra. Algumas fórmulas fazem questão de incluir antioxidantes extras.
Alguns nutrientes, como cálcio e magnésio, raramente são incluídos em 100% da dose recomendada porque o comprimido se tornaria muito grande. A maioria dos multivitamínicos vem em forma de cápsula; comprimidos, pós, líquidos e formulações injetáveis também existem. Nos Estados Unidos, o FDA exige que qualquer produto comercializado como "multivitamínico" contenha pelo menos três vitaminas e minerais; além disso, as dosagens devem estar abaixo de um "limite superior tolerável" e um multivitamínico não pode incluir ervas, hormônios ou medicamentos.

## Usos
Para certas pessoas, especialmente os idosos, suplementar a dieta com vitaminas e minerais adicionais pode ter impactos na saúde; no entanto, existem estudos que mostram que a maioria não se beneficiará. Pessoas com desequilíbrios alimentares podem incluir aqueles que fazem dietas restritivas e aqueles que não podem ou não querem comer uma dieta nutritiva. Mulheres grávidas e adultos idosos têm necessidades nutricionais diferentes de outros adultos, e um multivitamínico pode ser indicado por um médico. Geralmente, o conselho médico é evitar os multivitamínicos durante a gravidez, especialmente aqueles que contêm vitamina A, a menos que sejam recomendados por um profissional de saúde. No entanto, o NHS recomenda 10μg de vitamina D por dia durante a gravidez e durante a amamentação, bem como 400μg de ácido fólico durante o primeiro trimestre (primeiras 12 semanas de gravidez). Algumas mulheres podem precisar tomar suplementos de ferro, vitamina C ou cálcio durante a gravidez, mas somente por recomendação de um médico.
No National Health and Nutrition Examination Survey de 1999–2000, 52% dos adultos nos Estados Unidos relataram ter tomado pelo menos um suplemento dietético no último mês e 35% relataram uso regular de suplementos multivitamínico-multiminerais. Indivíduos que usam suplementos dietéticos (incluindo Multivitamínicos) geralmente relatam maior ingestão de nutrientes na dieta e dietas mais saudáveis. Além disso, adultos com histórico de câncer de próstata e mama eram mais propensos a usar suplementos dietéticos e multivitamínicos.

## Precauções
As quantidades de cada tipo de vitamina nas formulações multivitamínicas são geralmente adaptadas para se correlacionar com o que se acredita resultar em efeitos ideais para a saúde em grandes grupos populacionais. No entanto, essas quantidades padrões podem não se correlacionar com o que é ideal em certas subpopulações, como em crianças, mulheres grávidas e pessoas com certas condições médicas e medicamentos.
O benefício das vitaminas para a saúde geralmente segue uma curva bifásica de dose-resposta, assumindo a forma de uma curva em sino, com a área no meio sendo a faixa de ingestão segura e as bordas representando deficiência e toxicidade. Por exemplo, a Food and Drug Administration recomenda que adultos com uma dieta de 2.000 calorias obtenham entre 60 e 90 miligramas de vitamina C por dia. Este é o meio da curva do sino. O limite superior é de 2.000 miligramas por dia para adultos, o que é considerado potencialmente perigoso.
Em particular, as mulheres grávidas geralmente devem consultar seus médicos antes de tomar qualquer multivitamínico: por exemplo, o excesso ou a deficiência de vitamina A podem causar defeitos de nascença.
De acordo com alguns estudos, o uso prolongado de suplementos de beta-caroteno, vitamina A e vitamina E pode encurtar a vida, e aumentar o risco de câncer de pulmão em pessoas que fumam (especialmente aquelas que fumam mais de 20 cigarros por dia), ex-fumantes, pessoas expostas ao amianto e usuários de álcool. Muitos suplementos de marcas comuns nos Estados Unidos contêm níveis acima das quantidades de ingestão diária recomendada para algumas vitaminas ou minerais.
Deficiências graves de vitaminas e minerais requerem tratamento médico e podem ser muito difíceis de tratar com Multivitamínicos de venda livre comuns. Em tais situações, formas especiais de vitaminas ou minerais com potências muito mais altas estão disponíveis, como componentes individuais ou como formulações especializadas.
Multivitamínicos em grandes quantidades podem representar um risco de overdose aguda devido à toxicidade de alguns componentes, principalmente o ferro. No entanto, ao contrário dos comprimidos de ferro, que podem ser letais para crianças, a toxicidade por overdoses de multivitamínicos é muito rara. Parece haver pouco risco para os usuários de suplementos experimentarem efeitos colaterais agudos devido à ingestão excessiva de micronutrientes.
Conforme observado nas diretrizes dietéticas da Harvard School of Public Health em 2008, os multivitamínicos não devem substituir a alimentação saudável ou compensar uma alimentação pouco saudável. Em 2015, a Força-Tarefa de Serviços Preventivos dos EUA (USPSTF) analisou estudos que incluíram dados de cerca de 450.000 pessoas. A análise não encontrou nenhuma evidência clara de que os multivitamínicos previnem o câncer ou doenças cardíacas, ajudem as pessoas a viver mais ou "as tornem mais saudáveis de alguma forma".

## Pesquisa
Contanto que sejam tomadas precauções (como ajustar as quantidades de vitaminas ao que se acredita ser apropriado para crianças, mulheres grávidas ou pessoas com certas condições médicas), a ingestão de multivitamínicos é geralmente segura, mas a pesquisa ainda está em andamento no que diz respeito aos efeitos sobre a saúde que os multivitamínicos podem ter.
As evidências dos efeitos dos multivitamínicos na saúde vêm em grande parte de estudos de coorte prospectivos que avaliam as diferenças de saúde entre os grupos que tomam multivitamínicos e os que não o fazem. As correlações entre a ingestão de multivitamínicos e a saúde encontradas por tais estudos podem não resultar dos multivitamínicos em si, mas podem refletir as características subjacentes dos usuários de multivitamínicos. Por exemplo, foi sugerido que os usuários de multivitamínicos podem, em geral, ter mais doenças subjacentes (fazendo com que os multivitamínicos pareçam menos benéficos em estudos de coorte prospectivos). Por outro lado, também foi sugerido que os usuários de multivitamínicos podem, em geral, estar mais preocupados com a saúde (fazendo com que os multivitamínicos pareçam mais benéficos em estudos de coorte prospectivos). Estudos randomizados controlados têm sido encorajados para lidar com essa incerteza.

### Estudos de coorte

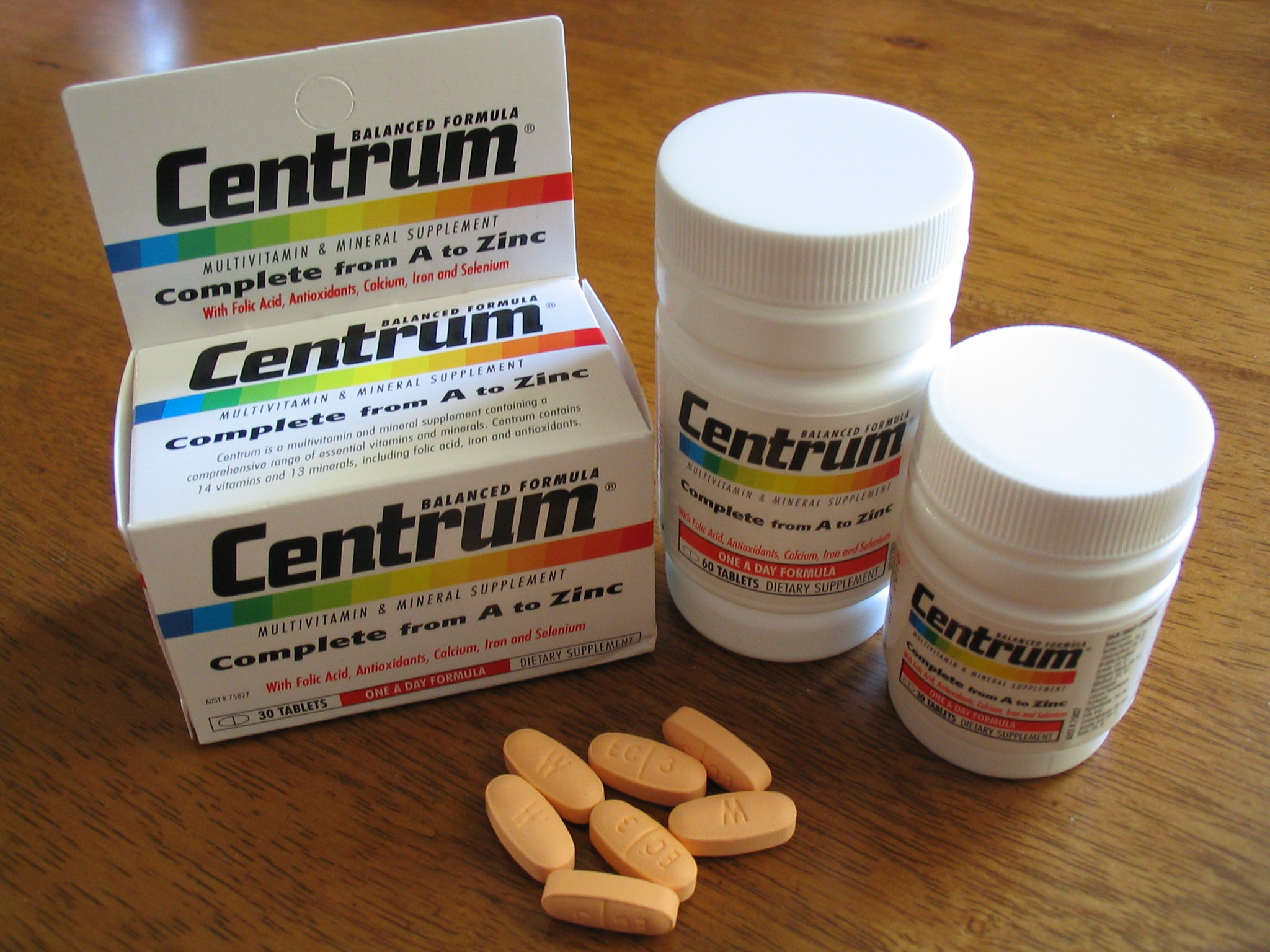
Multivitamínicos Centrum produzidos pela Pfizer, que foram usadas no Physicians 'Health Study II.

Em fevereiro de 2009, um estudo conduzido em 161.808 mulheres pós-menopáusicas dos ensaios clínicos da Women's Health Initiative concluiu que, após oito anos de acompanhamento, "o uso de multivitamínicos tem pouca ou nenhuma influência no risco de cânceres comuns, doenças cardiovasculares ou mortalidade total". Outro estudo de 2010 no Journal of Clinical Oncology sugeriu que o uso de multivitamínicos durante a quimioterapia para câncer de cólon em estágio III não teve efeito sobre os resultados do tratamento. Um grande estudo de coorte prospectivo publicado em 2011, incluindo mais de 180.000 participantes, não encontrou associação significativa entre o uso de multivitamínico e mortalidade por todas as causas. O estudo também não encontrou impacto do uso de multivitamínicos no risco de doenças cardiovasculares ou câncer.
Um estudo de coorte que recebeu ampla atenção da mídia é o Physicians 'Health Study II (PHS-II). O PHS-II foi um estudo duplo-cego com 14.641 médicos norte-americanos do sexo masculino com 50 anos ou mais (idade média de 64,3), realizado de 1997 a 1º de junho de 2011. O tempo médio de acompanhamento dos homens foi de 11 anos. O estudo comparou a taxa de câncer total (excluindo câncer de pele não melanoma) para participantes que tomaram um multivitamínico diário (Centrum Silver da Pfizer) versus um placebo. Em comparação com o placebo, os homens que tomaram um multivitamínico diariamente tiveram uma redução pequena, mas estatisticamente significativa, em sua incidência total de câncer. Em termos absolutos, a diferença foi de apenas 1,3 diagnósticos de câncer por 1000 anos de vida. A taxa de risco para o diagnóstico de câncer foi de 0,92 com um intervalo de confiança de 95% abrangendo 0,86-0,998 (P = 0,04), o que implica um benefício entre 14% e 0,2% sobre o placebo no intervalo de confiança. Nenhum efeito estatisticamente significativo foi encontrado para nenhum tipo de câncer específico ou para a mortalidade por câncer. Como apontado em um editorial na mesma edição do Journal of the American Medical Association, os pesquisadores não observaram nenhuma diferença no efeito se os participantes do estudo eram ou não aderentes à intervenção multivitamínica, o que diminui a relação dose-resposta. O mesmo editorial argumentou que o estudo não abordou adequadamente o problema de comparações múltiplas, em que os autores negligenciaram a análise completa de todas as 28 associações possíveis no estudo - eles argumentam que se isso tivesse sido feito, a significância estatística dos resultados seria perdida.
Usando o mesmo estudo PHS-II, os pesquisadores concluíram que tomar um multivitamínico diariamente não teve nenhum efeito na redução de ataques cardíacos e outros eventos cardiovasculares importantes, infarto do miocárdio, acidente vascular cerebral e mortalidade por DCV.

### Revisões sistemáticas e meta-análises
Uma importante meta-análise publicada em 2011, incluindo estudos de coorte e caso-controle anteriores, concluiu que o uso de multivitamínico não estava significativamente associado ao risco de câncer de mama. Ele observou que um estudo de coorte sueco indicou tal efeito, mas com todos os estudos tomados em conjunto, a associação não foi estatisticamente significativa. Uma meta-análise de 2012 de dez ensaios clínicos randomizados e controlados por placebo publicados no Journal of Alzheimer's Disease descobriu que um multivitamínico diário pode melhorar a memória imediata, mas não afetou nenhuma outra medida da função cognitiva.
Outra meta-análise, publicada em 2013, descobriu que o tratamento multivitamínico-multimineral "não tem efeito sobre o risco de mortalidade", e uma revisão sistemática de 2013 descobriu que a suplementação multivitamínica não aumenta a mortalidade e pode diminuí-la ligeiramente. Uma meta-análise de 2014 relatou que havia "evidências suficientes para apoiar o papel dos suplementos multivitamínicos / minerais na dieta para diminuir o risco de catarata relacionada à idade". Uma meta-análise de 2015 argumentou que o resultado positivo em relação ao efeito das vitaminas na incidência de câncer encontrado no Physicians 'Health Study II (discutido acima) não deve ser negligenciado, apesar dos resultados neutros encontrados em outros estudos.
Olhando para os dados de 2012, um estudo publicado em 2018 apresentou meta-análises sobre desfechos de doenças cardiovasculares e mortalidade por todas as causas. Ele descobriu que "evidências conclusivas para o benefício de qualquer suplemento em todos os contextos dietéticos (incluindo deficiência e suficiência) não foram demonstradas; portanto, quaisquer benefícios observados devem ser comparados com os possíveis riscos." O estudo descartou os benefícios da ingestão rotineira de suplementos de vitaminas C e D, beta-caroteno, cálcio e selênio. Os resultados indicaram que tomar niacina pode realmente ser prejudicial.
Em julho de 2019, outra meta-análise de 24 intervenções em 277 ensaios foi conduzida e publicada no Annals of Internal Medicine, incluindo um total de quase 1.000.000 participantes. O estudo geralmente concluiu que a grande maioria dos multivitamínicos não teve efeito significativo na sobrevivência ou no risco de ataque cardíaco. O estudo encontrou um efeito significativo na saúde do coração em uma dieta com baixo teor de sal e um pequeno efeito devido aos suplementos de ômega-3 e ácido fólico. Esta análise apóia os resultados de dois estudos do início de 2018 que não encontraram benefícios conclusivos dos multivitamínicos para adultos saudáveis.

### Órgãos especializados
Um relatório de 2006 da Agência dos Estados Unidos para Pesquisa e Qualidade em Saúde (AHRQ) concluiu que "a suplementação regular com um único nutriente ou uma mistura de nutrientes durante anos não tem benefícios significativos na prevenção primária de câncer, doenças cardiovasculares, catarata, degeneração macular relacionada à idade ou declínio cognitivo. " No entanto, o relatório observou que os multivitamínicos têm efeitos benéficos para certas subpopulações, como pessoas com baixo estado nutricional, que a vitamina D e o cálcio podem ajudar a prevenir fraturas em pessoas mais velhas e que o zinco e os antioxidantes podem ajudar a prevenir a degeneração macular relacionada à idade em indivíduos de alto risco.  Uma revisão sistemática da Cochrane de 2017 descobriu que os multivitamínicos, incluindo vitamina E ou beta-caroteno, não atrasam o início da degeneração macular ou previnem a doença, no entanto, algumas pessoas com degeneração macular podem se beneficiar da suplementação com multivitamínicos, pois há evidências de que pode atrasar a progressão da doença. A inclusão de suplementos de luteína e zeaxantina com um multivitamínico não melhora a progressão da degeneração macular.  A necessidade de estudos de alta qualidade que examinem a segurança de tomar Multivitamínicos foi destacada.
De acordo com a Harvard School of Public Health: "... muitas pessoas não possuem as dietas mais saudáveis. É por isso que um multivitamínico pode ajudar a preencher as lacunas e pode fornecer benefícios adicionais à saúde. " O US Office of Dietary Supplements, uma filial do National Institutes of Health, sugere que os suplementos multivitamínicos podem ser úteis para algumas pessoas com problemas de saúde específicos (por exemplo, degeneração macular). No entanto, o Escritório concluiu que "a maioria das pesquisas mostra que pessoas saudáveis que tomam multivitamínicos não têm uma chance menor de doenças, como câncer, doenças cardíacas ou diabetes. Com base na pesquisa atual, não é possível recomendar a favor ou contra o uso de multivitamínicos para se manter saudável por mais tempo. "

## Regulamentos

### Estados Unidos
A primeira pessoa a formular vitaminas nos Estados Unidos foi o Dr. Forrest C. Shaklee. Shaklee lançou um produto que apelidou de "Minerais Vitalizados de Shaklee" em 1915, que vendeu até adotar o termo hoje onipresente "vitamina" em 1929.
Por causa de sua classificação como suplemento dietético pela Food and Drug Administration (FDA), a maioria dos multivitamínicos vendidos nos Estados Unidos não precisa passar pelos procedimentos de teste típicos de drogas farmacêuticas. No entanto, alguns multivitamínicos contêm doses muito altas de uma ou várias vitaminas ou minerais, ou são especificamente destinados a tratar, curar ou prevenir doenças e, portanto, exigem prescrição ou licença médica nos Estados Unidos. Como esses medicamentos não contêm novas substâncias, eles não exigem os mesmos testes que seriam exigidos por um Pedido de Novo Medicamento, mas foram permitidos no mercado como medicamentos devido ao programa de Implementação do Estudo de Eficácia de Medicamentos.

### Austrália
As vitaminas são classificadas como medicamentos de baixo risco pela Therapeutic Goods Administration (TGA) e, portanto, não são avaliadas quanto à eficácia, ao contrário da maioria dos medicamentos vendidos na Austrália. Eles exigem que o produto seja seguro e que alegações de eficácia só possam ser feitas em relação a doenças menores. Nenhuma reclamação pode ser feita sobre condições graves. A TGA não examina o conteúdo do produto e se é o que o rótulo diz, mas afirma realizar "vigilância direcionada e aleatória dos produtos no mercado". Eles encorajam as pessoas a relatar quaisquer produtos não seguros para eles.
A TGA, no entanto, tem sido criticada por pessoas como Allan Asher, especialista em regulamentação e ex-vice-presidente da Comissão Australiana de Concorrência e Consumidores, por permitir mais de mil tipos de reclamações, 86% das quais não são sustentadas por evidências científicas.